# USS Jason Dunham (DDG-109)
USS Jason Dunham (DDG-109) — 59-й эскадренный миноносец УРО из серии запланированных к 13 сентября 2002 года 62 эсминцев УРО типа «Арли Бёрк», строительство которых было одобрено Конгрессом США.
Эскадренный миноносец «Джейсон Данхем» назван в честь Джейсона Данхема, первого морского пехотинца, награждённого Медалью Почёта за участие в операции «Свобода Ираку».